# Атанас Нескович
Атанас Нескович е сръбски или български историк, работил в края на 18 и началото на 19 век.
Той е автор на книгата „История славеноболгарског народа“, отпечатана през 1801 година в Будим. Тя се основава на фактологическия материал от историята на Йован Раич, концентрирайки се върху историята на българите. През първото десетилетие на 19 век книгата претърпява три издания, финансирани от български търговци. С нейната популярност се обяснява слабото разпространение в Северозападна България на ръкописни преписи на „История славянобългарска“ на Паисий Хилендарски.
Атанас Нескович умира около 1827 година.